# مینیون (آلاباما)
مینیون (به انگلیسی: Mignon) شهرکی در شهرستان تالادگا ایالت آلاباما است که مساحت آن ۶٫۸۲ کیلومترمربع است و در سرشماری سال ۲۰۱۰ میلادی، ۱٬۲۸۴ نفر جمعیت داشته و تراکم جمعیتی آن، ۱۸۸٫۲۷ در کیلومترمربع بوده است.